# Иероним (Геппнер)
Архимандрит Иероним (в миру Иван Фёдорович Геппнер; 1811—1876) — архимандрит Русской православной церкви.

## Биография
Иван Геппнер родился в 1811 году; происходил из дворянской семьи лютеранского исповедания Царства Польского. Обучался в Рижской гимназии и в Кёнигсбергском университете, потом поступил в Императорский Дерптский университет на богословский факультет и принял православие.
Покинув Дерпт, Геппнер некоторое время жил в Соловецком монастыре, а в 1837 года поступил в Киевскую духовную академию вольнослушателем и в 1841 году окончил курс магистром богословия.
С 10 декабря 1842 года он служил в Харьковской, Тамбовской, Астраханской и Кишиневской духовных семинариях учителем церковной истории, канонического права и богословских наук, библиотекарем и инспектором.
7 апреля 1843 года Иван Геппнер постригся в монашество с именем Иероним.
22 февраля 1859 года Иероним (Геппнер) был произведён в сан архимандрита и был последовательно настоятелем следующих монастырей: Иоанно-Предтеченского Астраханской епархии, Гербовецкого Успенского (1857—1863) и Шабского Воскресенского Кишиневской епархии, Крестовоздвиженского Вятской епархии, Нежинского Благовещенского и Оренбургского Богодуховского.
Много раз он был ревизором разных духовно-учебных заведений, цензором проповедей, благочинным монастырей, членом духовных консисторий и духовных правлений, был действительным или почётным членом различных благотворительных учреждений, учёных обществ и училищных советов.
Широкая благотворительность, любовь к науке, превосходное знакомство со всеобщей литературой и отличное знание иностранных языков, заботливость о нуждах духовенства и прихожан принесли отцу Иерониму большую известность; жители Оренбурга с большим удовлетворением встретили назначение отца Иеронима в 1875 году настоятелем в их монастырь; но слабость здоровья вскоре заставила его проситься в другой, более удобный для него климат. В сентябре 1876 года он был назначен в Лебединский монастырь Тамбовской епархии, но, так и не успев выехать из Оренбурга, Иероним (Геппнер) скончался 11 ноября 1876 года.